# Herinneringsmedaille aan de Tweede Internationale Vredesconferentie
De Medaille van de Tweede Internationale Vredesconferentie werd op 22 juli 1907 door Koningin Wilhelmina in een Koninklijk Besluit ingesteld. 106 gedelegeerden en hun 63 secretarissen, de 30 secretariaatsmedewerkers, alsook de initiatiefnemer, Tsaar Nicolaas II van Rusland ontvingen de ovale herinneringsmedaille met de afbeelding van de Ridderzaal op het Haagse Binnenhof. De medailles zijn op naam gesteld door een gravure op de keerzijde.

De medaille werd volgens het K.B. aan een "azuren lint" gedragen. In werkelijkheid was het lint nassaublauw.
De precieze naam van deze onderscheiding is onduidelijk. In het Koninklijk Besluit is geen citeerartikel opgenomen en alleen sprake van een "penning geslagen bestemd om uitgereikt te worden aan de afgevaardigden ter Tweede Vredesconferentie". De penning, of medaille, kreeg geen naam.
In sommige bronnen is sprake van de "Herinneringspenning van de Tweede Internationale Vredesconferentie", anderen noemen het de "Medaille van de Tweede Internationale Vredesconferentie 1907". In het tweede K.B. was evenmin een naam genoemd. Er was sprake van een "zilveren penning als blijk van Onze belangstelling in het werk der Vredesconferentie".
Men mag spreken van twee Koninklijke Onderscheidingen, want berustend op twee verschillende Koninklijke Besluiten. De Medaille van de Tweede Internationale Vredesconferentie en de Herinneringsmedaille aan de Tweede Internationale Vredesconferentie.

## Devredesconferentiesvan 1902 en 1907
Het initiatief om vredesconferenties te houden waaraan uiteindelijk 24, op dat moment waren dat slechts 48, soevereine landen zouden deelnemen kwam van de Russische Tsaar. Uit "bezorgdheid over de toenemende bewapening in de wereld en de hoge kosten die de snel verouderende wapens met zich meebrachten, kosten die de economische vooruitgang hinderden". De regeringen reageerden enthousiast en op 18 mei 1899 kwamen 100 afgevaardigden uit 26 landen bijeen in Den Haag. Op deze conferentie werd het Internationaal Hof van Arbitrage opgericht dat zich in Nederland zou vestigen en men verbood een aantal wapens waaronder "dumdumkogels".
Men sloot dertien verdragen, over vreedzame regelingen van conflicten, schuldvordering, oorlogsverklaringen, gewoonten tijdens landoorlogen, neutraliteit, koopvaardij in oorlogstijd, zeemijnen, beschietingen vanuit zee, buitgemaakte schepen, een internationaal voor dat oordelen over prijsschepen gaf en rechten en plichten van neutrale landen tijdens oorlogen op zee.
Dat de Gebroeders Wright op 17 december 1903 hun eerste gemotoriseerde vlucht hadden gemaakt heeft op de gedelegeerden geen indruk gemaakt. Zij namen een uitgebreide verklaring aan waarin het "werpen van explosieve stoffen en projectielen uit luchtballons" werd verboden.
De gedelegeerden hebben zich ook ontspannen. Behalve banketten was er een boottocht op de Maas. Op 18 september werden de verdragen en de verklaring in een slotzitting getekend.

## De productie van de medailles
De regering was naar aanleiding van de begrotingsoverschrijdingen van 1890, 1898, 1899, 1901, de begrafenissen, inhuldiging, een koninklijk huwelijk en buitenlandse bezoeken hadden tot onvoorziene uitgaven voor tal van kostbare verguld zilveren grootkruisen geleid, in aanvaring met de Tweede Kamer gekomen. Daarom werd bij de vredesconferenties voor een bijzondere, en goedkope, onderscheiding gekozen. Toch werden de voorzitter, Nelidow, en de Russische minister van Buitenlandse Zaken A.P. Iswolski op 8 juni en 20 september 1907 met een, kostbaar, grootkruis van de Orde van de Nederlandse Leeuw gedecoreerd.
In april 1907 was men met het ontwerp en de voorbereiding van de uitreiking van een bijzondere medaille begonnen. Het initiatief lijkt door A.M baron van Hogendorp (1849 - 1925) te zijn genomen.
Deze Chef-protocol van het ministerie van Buitenlandse Zaken zocht allereerst een offerte. Koninklijke Begeer in Utrecht liet op 17 april weten dat drie stempels door de medaillesnijder J.C. Wienecke Fl. 180,- zouden kosten. De "ovale zilveren" medailles zouden op 4,25 gulden komen. Er was, misschien door van Hogendorp, dus al een vorm voor de medaille bedacht.
Al tijdens de voorbereidingen en productie van de medailles voor de gedelegeerden werd aan een tweede medaille, een herinnering en blijk van waardering voor de tientallen secretarissen en andere betrokkenen, gedacht. Een dergelijke medaille kon goedkoop en snel worden vervaardigd wanneer men dezelfde stempels gebruikte. De opdracht ging naar de Koninklijke Utrechtse Fabriek van Zilverwerken J. Begeer.
De koningin ging op 11 september 1907 akkoord "tenzij zulks uitdrukkelijk wordt bepaald als draagpenning". De vorstin wilde het aantal op de borst gedragen decoraties dus beperken.
In het K.B. dat haar werd voorgelegd was sprake van "een legpenning, doch hij kan om redenen van bijzonderen aard worden verleend als draagpenning". Het voorgeschreven lint was wederom azuurblauw waarbij men voorbij ging aan de praktijk dat een nassaublauw lint werd gebruikt.

## De medaille
De "hoogte-middellijn" zou 38 millimeter en de "breedte-middellijn" 27 millimeter zijn. Op de voorzijde werd de "Grafelijke Zaal" afgebeeld met daaronder de tekst "HAGÆ COMITIS MCMVII". Aan de bovenzijde, tussen de torenspitsen, werd een allegorie, "de zon der gerechtigheid, strijdend tegen de duisternis" afgebeeld.
Rond de torens en op de voorzijde is oranjebloesem aangebracht.
De medaille was dus gelijk aan die van de gedelegeerden maar op de keerzijde kwam een kortere tekst te staan. Men koos voor de woorden "IN MEMORIAM SECONDI PACIS CONVENTUS". Koningin Wilhelmina werd niet genoemd. Onder de tekst was ruimte voor een inscriptie.
Een legpenning is een onderscheiding en er zijn meer Koninklijke onderscheidingen die deze vorm kregen. De gedecoreerden zijn vaak teleurgesteld. Ook wanneer een penning fraai is vormgegeven stelt men een "lintje", dat draagbaar is, meer op prijs dan een medaille in een doosje in de kast. Het is dan ook vaak voorgekomen dat gedecoreerden op eigen initiatief hun medaille van een oog en lint lieten voorzien.

## De verlening
81 secretarissen van delegaties, 28 secretarissen van het centraal secretariaat, secretaris-generaal mr. W.I. Doude van Troostwijk en personen, instellingen, maatschappijen, verenigingen, besturen en firma's konden de medaille verwerven. Ook de Nederlandse gezant in China, W.J. Oudendijk kreeg een medaille.
Vlak voor kerstmis 1907 kregen 81 secretarissen een op naam gestelde legpenning, 37 secretarissen, negen van hen waren gedetacheerde Nederlandse ambtenaren, mochten een draagpenning aan een lint dragen. Bij iedere medaille werd een brief, in het Frans of Nederlands, gevoegd met, indien van toepassing, de voorgeschreven draagwijze.
Koningin Wilhelmina zag af van de gouden legpenning die men haar had toegedacht. Zij liet bij monde van de directeur van het Kabinet van de Koningin vragen om een zilveren medaille.
In de loop van 1908 werd de volgende serie op naam gestelde medailles geleverd. Voor koningin Wilhelmina was een draagmedaille, in een bijzondere etui, gemaakt. Er waren zeventien legpenningen in bijzondere etuis voor staatshoofden en 62 penningen in eenvoudige dozen. Vijftien legpenningen werden met de tekst "exemplaire de collection" gegraveerd. Deze penningen werden aan het Rijkskabinet van Penningen en aan andere musea van penningen, van Athene tot Christiania geschonken. Ook de bedenker, van Hogendorp, kreeg naast een draagpenning een legpenning, een eer die hij met de ontwerper van de doosjes voor de medailles van gedelegeerden jhr. prof. L. Storm van 's-Gravezande en medailleur J.C. Wienecke deelde.
Het geringe aantal medailles voor staatshoofden stelt ons voor raadsels. Er waren toch meer dan zeventien deelnemende staten? Er is geen lijst van gedecoreerde staatshoofden bewaard gebleven.
De excursie naar de Nieuwe Waterweg leverde de burgemeesters van Rotterdam, Schiedam, Vlaardingen en Maassluis een legpenning op. Ook een aantal van hun hogere ambtenaren, de havenmeester, het bestuur van de Koninklijke Roei- en zeilvereniging "De Maas" en de directie van de Holland-Amerika-Lijn werden op deze wijze onderscheiden.
De elf ministers van het Kabinet de Meester, in functie bij het openen van de conferentie, demissionair van 21 december 1907 tot 12 februari 1908 en daarna herbenoemd, ontvingen allen een legpenning.
De medailles werden zeer gewaardeerd. Men ontving in 1908 een aantal brieven waarin men zichzelf voordroeg en sommige verzoeken werden gehonoreerd. Nobelprijs-winnares Baronesse Bertha von Suttner, schrijfster van het pacifistische manifest "De wapens neder" werd afgewimpeld omdat zij met de organisatie van een conferentie niets te maken had gehad.
De stempels schijnen in 1908 vernietigd te zijn. Verzoeken om verloren gegane medailles te vervangen konden daarom niet worden gehonoreerd. Bij Kon. Begeer werden ook miniaturen gemaakt voor de revers van rokkostuums. Over damesstrikken is niets bekend, men heeft de grote conferentie buiten aanwezigheid van dames en zonder dat enig lid van vrouwelijk geslacht daarbij behulpzaam was kunnen organiseren.